# Centrotoclytus dubius
Centrotoclytus dubius là một loài bọ cánh cứng trong họ Cerambycidae.